# Martin Siebenbürger
Martin Siebenbürger, eigentlich Mert Kapp, (* vermutlich um 1475 in Hermannstadt; † 11. August 1522 in Wiener Neustadt) war Stadtrichter und Bürgermeister von Wien.

## Frühe Jahre
Martin Siebenbürger, genannt Capinius (Siebenbürger ist eine damals verbreitet gewesene Herkunftsbezeichnung) folgte seinem Onkel Sigmund Siebenbürger nach Wien und studierte an der dortigen Universität Rechtswissenschaften. Er war später auch Professor und dreimal sogar Dekan der juridischen Fakultät, wobei er sich auch mit Konrad Celtes anfreundete.
Nachdem Sigmund 1506 verstarb, beerbte er diesen und konnte sich mit Hilfe dieses Vermögens 1508 das Bürgerrecht erkaufen. 1512 wurde er Stadtrichter.

## Die Affäre Lauffner
Lienhard Lauffner, der Verwalter der Wassermaut am Roten Turm war dem
Donauschiffer Bartel Staudinger 100 Gulden schuldig. Nun redete Lauffner Staudinger ein, dass dieser des Holzdiebstahls bezichtigt werde, wodurch Lauffner aus Angst viele städtische und landesfürstliche Beamte bestach.
Nachdem der Forstmeister Wolfgang Fueger die Annahme von Geldern aber verweigerte, flog die ganze Sache auf und führte unter anderem zur Absetzung von Bürgermeister Hans Süß. Martin Siebenbürger wurde zum Stadtrichter bestellt und mit der Angelegenheit befasst. Er ließ sich auch durch einen weiteren Bestechungsversuch nicht von der Prozessführung abbringen. Der Prozess kam aber bald ins Stocken, nachdem der oberste Regimentshauptmann eine Unterbrechung einforderte und die alten Beamten wieder Oberhand gewannen. Einige beschwerten sich bei Kaiser Maximilian I. über Siebenbürger und versuchten, ihn wegen seiner Art der Prozessführung zu diskreditieren.
Der Kaiser ordnete daraufhin eine gerichtliche Untersuchung gegen Siebenbürger an, der allerdings zum Landtag nach Innsbruck entsandt worden war. Maximilian reiste dann selbst nach Innsbruck, um mit Siebenbürger zu sprechen. Das einzige Ergebnis war aber nur ein Aufschub der Untersuchung.
Bei der Verhandlung selbst war Siebenbürger dann ziemlich ungehalten. Obwohl die Universität Freiburg zum Schluss kam, dass Staudinger rehabilitiert werden müsse, betrachteten die Offiziale der Bischöfe von Wien und Passau den Prozess wegen Verfahrensverstößen für nichtig.
Nach dem Tod Maximilians gelang es einem Ausschuss von 53 Personen, das alte Regiment – sehr zur Freude von Siebenbürger – zu vertreiben und den städtischen Rat unter seine Kontrolle zu bringen. 1519 reiste Siebenbürger mit anderen Gesandten nach Molina del Rey, wo der künftige Kaiser Karl V. Hof hielt, um von diesem die Anerkennung der getroffenen Maßnahmen zu erwirken. Siebenbürger hielt eine Ansprache, machte dabei aber einen schlechten Eindruck. 1520, bei einer Tagung in Augsburg kam es zu einer Konfrontation zwischen dem alten ständischen Regiment, mit der Auswirkung, dass eine Art Zwischenregierung geschaffen wurde. Siebenbürger reiste daraufhin wieder zum Kaiser, um sich persönlich zu beschweren. Der Stadtrat von Wien wählte ihn inzwischen, während seiner Abwesenheit und gegen seinen Willen, zum Bürgermeister. Karl V. bestätigte vorerst diese Wahl.
Nachdem Karl aber auf die Herrschaft in Österreich zu Gunsten seines Bruders Ferdinand verzichtete, wurde ein neues Regiment eingesetzt. Siebenbürger blieb aber vorläufig noch Ratsherr. Ferdinand ließ die Beteiligten der Vorgänge von 1519 und 1520 nach Wiener Neustadt vorladen und den als Wiener Neustädter Blutgericht berüchtigten Prozess führen. Dem alten Regiment wurde Recht gegeben und Siebenbürger sowie fünf weitere ehemalige Ratsmitglieder, darunter der ehemalige Bürgermeister Friedrich von Pieschen, zum Tode verurteilt. Am 11. August 1522 wurden sie auf dem Hauptplatz von Wiener Neustadt enthauptet.
Das Vermögen Siebenbürgers wurde vorerst konfisziert, aber danach auf Ansuchen seiner Witwe Helena freigegeben. Daher konnte auch der Sohn Thoman später Bürgermeister von Wien werden.

## Würdigung
Im Jahr 1932 wurde in Wien-Donaustadt (22. Bezirk) die Siebenbürgerstraße nach ihm benannt. Am Hauptplatz von Wiener Neustadt erinnert noch heute der Kreis im Pflaster an den Ort des Blutgerichts (der Enthauptung).